# إلمر آي. توماس
إلمر آي. توماس (بالإنجليزية: Elmer I. Thomas)‏ هو مهندس معماري أمريكي، ولد في 1863 في لويستون في الولايات المتحدة، وتوفي في 25 ديسمبر 1895 في أوبورن في الولايات المتحدة.